# Kaspar Max Droste zu Vischering
Kaspar Max Droste zu Vischering (Vorhelm, 9 luglio 1770 – Münster, 3 agosto 1846) è stato un vescovo cattolico tedesco.
È stato principe-vescovo di Münster dal 1825 alla morte.

## Biografia
Nacque in Vestfalia dai nobili Clemens August Maria Droste zu Vischering e Sophia Alexandrina Droste zu Fuchten.
Il 1º giugno 1795 papa Pio VI lo nominò vescovo di Gerico in partibus e ausiliare di Münster. Nel 1825 papa Leone XII lo nominò vescovo della diocesi di Münster (alla quale era appartenuto fino al 1802 anche il dominio secolare sull'omonimo principato ecclesiastico).
Anche suo fratello minore Clemens August Droste zu Vischering abbracciò lo stato ecclesiastico: fu suo ausiliare  e poi arcivescovo di Colonia.
Nel 1832 fondò a Münster un'accademia teologico-filosofica, da cui ebbe origine l'università cittadina.

## Genealogia episcopale e successione apostolica
La genealogia episcopale è:
- Vescovo Johannes Wolfgang von Bodman
- Vescovo Marquard Rudolf von Rodt
- Vescovo Alessandro Sigismondo di Palatinato-Neuburg
- Vescovo Johann Jakob von Mayr
- Vescovo Giuseppe Ignazio Filippo d'Assia-Darmstadt
- Arcivescovo Clemente Venceslao di Sassonia
- Arcivescovo Massimiliano d'Asburgo-Lorena
- Vescovo Kaspar Max Droste zu Vischering

La successione apostolica è:
- Vescovo Richard Kornelius Dammers
- Vescovo Josef Ludwig Alois von Hommer
- Arcivescovo Clemens August Droste zu Vischering
- Vescovo Cornelius Ludovicus van Wijkerslooth van Schalkwijk
- Vescovo Franz Arnold Melchers